# Кызылкайнар (Акмолинская область)
Кызылкайнар (каз. Қызылқайнар) — упраздненное село в Зерендинском районе Акмолинской области Казахстана. Входило в состав Викторовского сельского округа. Код КАТО — 115643104.

## География
Село располагалось в юге района, в 23 км на юг от центра района села Зеренда, в 7 км на юго-восток от центра сельского округа села Викторовка.

## История
В 2010 году переведено в категорию иных поселений, включено в состав села Викторовка. 

## Население
В 1989 году население села составляло 62 человека (из них казахов 100%).
В 1999 году население села составляло 88 человек (39 мужчин и 49 женщин). По данным переписи 2009 года, в селе проживало 27 человек (16 мужчин и 11 женщин).
| Численность населения | Численность населения | Численность населения |
| 1989                  | 1999                  | 2009                  |
| --------------------- | --------------------- | --------------------- |
| 62                    | ↗88                   | ↘27                   |